# Pleuridium longirostre
Pleuridium longirostre là một loài rêu trong họ Ditrichaceae. Loài này được Dixon mô tả khoa học đầu tiên năm 1914.